# Velleron
Velleron – miejscowość i gmina we Francji, w regionie Prowansja-Alpy-Lazurowe Wybrzeże, w departamencie Vaucluse.
Według danych na rok 1990 gminę zamieszkiwało 2509 osób, a gęstość zaludnienia wynosiła 153 osoby/km² (wśród 963 gmin regionu Prowansja-Alpy-W. Lazurowe Velleron plasuje się na 235. miejscu pod względem liczby ludności, natomiast pod względem powierzchni na miejscu 570.).